# Restigné
Restigné település Franciaországban, Indre-et-Loire megyében. Lakosainak száma 1121 fő (2022. január 1.). Restigné Benais, Bourgueil, La Chapelle-sur-Loire, Continvoir és Côteaux-sur-Loire községekkel határos.

## Népesség
A település népessége az elmúlt években az alábbi módon változott:
| Lakosok száma | 1302 | 1210 | 1187 | 1162 | 1208 | 1262 | 1226 | 1149 | 1141 | 1121 |
|               | 1968 | 1982 | 1990 | 2006 | 2013 | 2015 | 2017 | 2019 | 2020 | 2022 |